# Anshelm Berglöf
Erik Anshelm Berglöf, född 10 augusti 1867 i Hälsingtuna socken, Gävleborgs län, död 8 februari 1930 på Sabbatsbergs sjukhus i Stockholm, var en svensk jurist. Han var brorson till Elof och Frans Berglöf.
Berglöf studerade vid Uppsala universitet och Lunds universitet, avlade hovrättsexamen i Lund 1889, hade domarförordnanden under Göta hovrätt och blev vice häradshövding 1893, fiskal i Svea hovrätt 1901, assessor i Svea hovrätt 1903, revisionssekreterare 1905 och var justitieråd 1908–1923, samt utnämndes 1926 till president i Göta hovrätt. Före utnämningen till justitieråd hade Berglöf tjänstgjort som sekreterare hos de svenska kommissarierna för undersökning rörande de svenska samernas renbete i Tromsø och Nordlands amt i Norge 1909. Han biträdde vid förandet av Sveriges talan inför skiljedomstolarna angående sjögränsen mot Norge 1908. Berglöf är begravd på Djursholms begravningsplats.

## Utmärkelser
- Kommendör av första klassen av Nordstjärneorden, 6 juni 1911.[1]